# 나를 책임져, 알피
《나를 책임져, 알피》(영어: Alfie)는 2004년 개봉한 미국의 로맨틱 코미디 드라마 영화이다. 찰스 샤이어가 감독, 공동 각본, 제작을 맡았으며, 빌 노턴의 동명 희곡이 원작이다. 1966년 영화 《알피》에서는 마이클 케인이, 1975년 영화 《알피 달링》(Alfie Darling)에서는 앨런 프라이스가 맡았던 제목의 주인공을 주드 로가 연기하였다.

## 출연진
- 주드 로
- 머리사 토메이
- 수전 서랜던
- 러네이 테일러
- 제인 크러카우스키
- 케빈 람
- 오마 엡스
- 니아 롱
- 딕 러테사
- 시에나 밀러
- 게디 와타나베
- 스티븐 개건

## 기타 제작진
- 배역: 니나 골드, 민디 마린
- 미술: 소피 비처